# Voice or Noise
Voice or Noise (ボイス・オア・ノイズ Boisu oa Noizu?) es un manga yaoi creada e ilustrada por Yamimaru Enjin, autor del manga The Way To Heaven e ilustrador de la novela Eat or Be Eaten. La historia se centra en la relación entre un estudiante de secundaria, Shinichiro, y un profesor universitario, Narusawa, quienes tienen la capacidad de hablar con animales.  

## Personajes
Shinichiro (?)
Un estudiante de secundaria que busca la ayuda de Narusawa para su perro enfermo, Flappy. El veterinario le dijo a Shinichiro que fuera a ver a Narusawa porque este puede hablar con los animales. Al principio Narusawa lo niega, pero Shinichiro descubre más tarde que estaba mintiendo. Shinichiro comienza a visitar a Narusawa en su casa, con la esperanza de aprender a hablar con los animales. Tanto él como Narusawa pueden conversar con el gato de Narusawa, Acht. 
Narusawa (?)
Un malhumorado e introvertido profesor universitario de matemáticas. Tiene la capacidad de comprender y comunicarse con los animales. Prefiere evitar la compañía de todos los seres humanos, hasta que Shinichiro comienza a visitar su casa, lo va aceptando lentamente y comienza a querer que lo visite. Su personalidad proviene de un incidente en su infancia. Antes del funeral de uno de sus compañeros de clase, vio a un par de maestros empujar a un perro que había sido atropellado por un automóvil a un lado de la carretera y cubrirlo. La manera indiferente en que se hizo esto endureció su corazón. 
Acht (?)
Un gato negro que vive con Narusawa. Conversa de vez en cuando. Acht habla japonés, alemán e inglés, pero no con otros gatos. Se aburre fácilmente si no tiene con quién hablar.

## Medios de comunicación

### Manga
Voice or Noise es una serie en curso, serializada en Japón en la revista Chara y publicada en formato de volumen por Tokuma Shoten bajo la impresión de Chara Comics. A marzo de 2012, se han publicado cuatro volúmenes en Japón. Blu Manga originalmente otorgó la licencia de la serie para su publicación en inglés en América del Norte y lanzó un total de tres volúmenes. Con Tokyopop, la compañía encargada de distribuir los lanzamientos de la etiqueta Blu, cesando su actividad en Norteamérica en 2011, sin embargo, la publicación en inglés de la serie permaneció incompleta.
| N.º | Fecha de lanzamiento japonés | ISBN japonés           | Fecha de lanzamiento estadounidense | ISBN estadounidense |
| --- | ---------------------------- | ---------------------- | ----------------------------------- | ------------------- |
| 1   | 25 de junio de 2003          | ISBN 4-19-960220-8     | 13 de noviembre de 2007[            | ISBN 978-1427804341 |
| 2   | 25 de noviembre de 2004      | ISBN 4-19-960269-0     | 4 de marzo de 2008.                 | ISBN 978-1427804358 |
| 3   | 25 de junio de 2008          | ISBN 978-4-19-960380-8 | 3 de agosto de 2010.                | ISBN 978-1427818058 |
| 4   | 25 de junio de 2011          | ISBN 978-4-19-960481-2 | —                                   | —                   |